# Acolutha poiensis
Acolutha poiensis är en fjärilsart som beskrevs av Louis Beethoven Prout 1926. Acolutha poiensis ingår i släktet Acolutha och familjen mätare. Inga underarter finns listade i Catalogue of Life.